# Шкох, Мириам
Мириам Шкох (чеш. Miriam Škoch, урождённая Колодзиёва (чеш. Kolodziejová; род. 11 апреля 1997, Мост, Северочешский край) — чешская профессиональная теннисистка. Победительница одного турнира WTA (2022) и одного турнира WTA 125 в парном разряде; победительница 27 турниров ITF (7 — в одиночном разряде).
Победительница двух юниорских турниров Большого шлема в парном разряде (Открытый чемпионат Австралии-2015, Открытый чемпионат Франции-2015); и полуфиналистка одного юниорского турнира Большого шлема в парном разряде (Уимблдон-2015); бывшая 8-я ракетка мира в юниорском рейтинге ITF (2015).

## Общая биография
Родилась 11 апреля 1997 года в городе Мост, в Чехии.
В августе 2024 года стало известно, что она вышла замуж за соотечественника, бывшего теннисиста Давида Шкоха, который также является её тренером с 2022 года.

## Спортивная карьера
В 2016—2021 годах стала победительницей семи турниров ITF в одиночном разряде.
И в 2015—2025 годах стала победительницей ещё одного турнира WTA 125 и двадцати турниров ITF в парном разряде.

### 2022—2023
1 октября 2022 года в партнерстве с соотечественницей Анастасией Децюк стала победительницей турнира WTA 250 Открытого чемпионата Эмилии-Романьи в Парме (Италия), где они в финале победили Аранчу Рус и Тамару Зиданшек со счётом 1-6, 6-3, [10:8], что стало её лучшим результатом в парном разряде на WTA Туре 2022 года.
В июле 2023 года вместе с американкой Анжелой Куликов стала финалисткой турнира категории WTA 250 в Гамбурге (Германия), где они в финали проиграли паре Анна Данилина и Александра Панова со счётом 4-6, 2-6.

## Итоговое место в рейтинге WTA по годам
| Год  | Одиночный рейтинг | Парный рейтинг |
| 2024 | —                 | 92             |
| 2023 | —                 | 57             |
| 2022 | 478               | 74             |
| 2021 | 270               | 215            |
| 2020 | 447               | 525            |
| 2019 | 1093              | 858            |
| 2018 | 262               | 345            |
| 2017 | 394               | 581            |
| 2016 | 562               | 998            |
| 2015 | —                 | 404            |